# Илису (ГЭС)
ГЭС «Илису» имени профессора Вейсела Эроглу (Ылысу, тур. Ilısu Prof. Dr. Veysel Eroğlu Barajı ve Hidroelektrik Santralı) — гидроэлектростанция в Турции, на реке Тигр, на стыке илов Мардин и Ширнак, в 65 км от границы Турции с Сирией и Ираком. Водохранилище расположено на территории илов Диярбакыр, Батман, Мардин, Сиирт и Ширнак. Эксплуатирующая организация — Главное управление государственных гидротехнических сооружений Турции (DSİ), связанная с министерством сельского и лесного хозяйства.

## История создания
Плотина построена в рамках Проекта Юго-Восточной Анатолии, который предполагает строительство более 20 плотин на реках Тигр и Евфрат, что негативно отразится на состоянии уровня воды в реках, экологии и экономическом положении сопредельных по рекам стран — Сирии и Ираке. В 2008 году был выделен первый кредит на строительство. Из-за акций протеста активистов и экологов от участия в проекте отказались европейские инвесторы. Строительство финансировалось из государственного бюджета. На строительство потрачено 8,5 млрд лир.
В 2001 году из проекта вышла британская инжиниринговая компания Balfour Beatty, сославшись на «экологические, коммерческие и социальные сложности». Также из проекта вышли итальянская строительная компания Impregilo (ныне Webuild) и крупнейший швейцарский банк UBS.
Церемония закладки фундамента состоялась в 2006 году с участием премьер-министра Реджепа Тайипа Эрдогана.
В июле 2009 года правительства Германии, Австрии и Швейцарии отменили свои экспортные кредитные гарантии и процесс строительства был приостановлен.
Строительство было завершено международным консорциумом, основным участником которого являлась турецкая фирма «Нурол» с долей 50 % в строительных работах и долей 32 % во всём проекте.

## Конструкция
Плотина — каменно-насыпная с бетонным фасадом (CFRD). Её объём — 23,76 млн м³, это 2-я по объёму плотина в Турции. Высота — 131 м, длина гребня — 1775 м, уровень гребня плотины 530 м.
Водохранилище — второе по величине в Турции после водохранилища имени Ататюрка. Максимальный объём 10,4 млрд м³, площадь поверхности 313 км². Планируется использование водохранилища для орошения и энергоснабжения илов Диярбакыр, Батман, Мардин, Сиирт и Ширнак. Под затопление попал город Хасанкейф и близлежащие деревни, всего 199 поселений, а также археологический памятник, состоящий из четырех тысяч пещер. Переселено около 15 тысяч человек (2 тысячи семейств).
Здание ГЭС полуподземное. Установлено шесть турбин по 200 МВт каждая. Установленная мощность 1200 МВт, это 4-я по установленной мощности ГЭС в Турции. Выработка электроэнергии на ГЭС составит 4,12 ГВт/ч в год (по другим данным — 3,8 ГВт/ч в год). Планируется, что станция будет производить 4% от всей электроэнергии в Турции.
Создано 4 тысячи рабочих мест.
Испытания первой турбины проведены 23 апреля 2020 года — в 100-летнюю годовщину открытия парламента Турции. 19 мая турбина запущена в эксплуатацию.
Ввод в эксплуатацию водохранилища создаст предпосылки для строительства плотины Джизре.